# Центральна система лиманів
Центральні лимани, система лагунових і заплавних водойм, розташованих в межиріччі Кубані і Протоки (Слов'янський і Темрюцький райони). 
- Загальна площа 450 км²,
- Глибини до 2,4 м.

Центральні лимани виникли в результаті відділення від Азовського моря поступового замулення великої мілководної Давньокубанської затоки. Провідну роль в цьому процесі зіграли гирла (Кубань, Протока) і єрики (Чумаков, Глибокий, Перевал, Терноватий, Чорний, Бистрик) р. Кубані.
Центральні лимани мають поділ на п'ять гідрографічних груп: Куліковську, Жестерську, Горьковську, Сладковську і Чорноєрковську. Вододілами між групами служать приричещні пасма діючих і відмерлих єриків. 
Є зручними нерестовищами і багатими промисловими угіддями прохідних, напівпрохідних риб.